# Asian Ace
『Asian Ace』（アジアンエース）とは2011年10月2日（1日深夜）から2012年9月30日（29日深夜）までTBS系列で放送していたバラエティ番組である。KDDIを筆頭にした、複数社提供スポンサーとなっていた。

## 概要
本番組は日本と海外（主にアジア圏）のエリート陣がダンス・音楽・料理などの教養・娯楽で対決するユニークなバラエティ番組である。司会には『くらべるくらべらー』（毎日放送制作）からバナナマンの設楽統と、新規に元信越放送アナウンサーの杉崎美香が起用された。杉崎はTBSでのレギュラーは本番組が初めてとなる。また、TBS系日曜0時台（土曜深夜）前半枠のバラエティ番組は『EXE』以来1年ぶりに設置された。
2012年3月22日に、『スパモク!!』にて『日台韓代表ガチバトル アジアンエース春の陣 初ゴールデン進出SP』が全国ネットで放送された。

## 出演者
司会
- 設楽統（バナナマン）
- 杉崎美香（元信越放送アナウンサー・現フリーアナウンサー）

ナレーター
- 杉田智和

## 放送時間
- 2011年10月2日 - 2012年9月30日 日曜日 0:00 - 0:30（土曜日深夜、日本時間、30分）

## ネット局
| 放送対象地域   | 放送局                   | 系列    | 放送日時                           |
| -------------- | ------------------------ | ------- | ---------------------------------- |
| 関東広域圏     | TBSテレビ (TBS)          | TBS系列 | 日曜 0時00分 - 0時30分（土曜深夜） |
| 北海道         | 北海道放送 (HBC)         | TBS系列 | 日曜 0時00分 - 0時30分（土曜深夜） |
| 青森県         | 青森テレビ (ATV)         | TBS系列 | 日曜 0時00分 - 0時30分（土曜深夜） |
| 岩手県         | IBC岩手放送 (IBC)        | TBS系列 | 日曜 0時00分 - 0時30分（土曜深夜） |
| 宮城県         | 東北放送 (TBC)           | TBS系列 | 日曜 0時00分 - 0時30分（土曜深夜） |
| 山形県         | テレビユー山形 (TUY)     | TBS系列 | 日曜 0時00分 - 0時30分（土曜深夜） |
| 福島県         | テレビユー福島 (TUF)     | TBS系列 | 日曜 0時00分 - 0時30分（土曜深夜） |
| 山梨県         | テレビ山梨 (UTY)         | TBS系列 | 日曜 0時00分 - 0時30分（土曜深夜） |
| 新潟県         | 新潟放送 (BSN)           | TBS系列 | 日曜 0時00分 - 0時30分（土曜深夜） |
| 長野県         | 信越放送 (SBC)           | TBS系列 | 日曜 0時00分 - 0時30分（土曜深夜） |
| 静岡県         | 静岡放送 (SBS)           | TBS系列 | 日曜 0時00分 - 0時30分（土曜深夜） |
| 富山県         | チューリップテレビ (TUT) | TBS系列 | 日曜 0時00分 - 0時30分（土曜深夜） |
| 石川県         | 北陸放送 (MRO)           | TBS系列 | 日曜 0時00分 - 0時30分（土曜深夜） |
| 中京広域圏     | 中部日本放送 (CBC)       | TBS系列 | 日曜 0時00分 - 0時30分（土曜深夜） |
| 近畿広域圏     | 毎日放送 (MBS)           | TBS系列 | 日曜 0時00分 - 0時30分（土曜深夜） |
| 鳥取県・島根県 | 山陰放送 (BSS)           | TBS系列 | 日曜 0時00分 - 0時30分（土曜深夜） |
| 岡山県・香川県 | 山陽放送 (RSK)           | TBS系列 | 日曜 0時00分 - 0時30分（土曜深夜） |
| 広島県         | 中国放送 (RCC)           | TBS系列 | 日曜 0時00分 - 0時30分（土曜深夜） |
| 山口県         | テレビ山口 (tys)         | TBS系列 | 日曜 0時00分 - 0時30分（土曜深夜） |
| 愛媛県         | あいテレビ (ITV)         | TBS系列 | 日曜 0時00分 - 0時30分（土曜深夜） |
| 高知県         | テレビ高知 (KUTV)        | TBS系列 | 日曜 0時00分 - 0時30分（土曜深夜） |
| 福岡県         | RKB毎日放送 (RKB)        | TBS系列 | 日曜 0時00分 - 0時30分（土曜深夜） |
| 長崎県         | 長崎放送 (NBC)           | TBS系列 | 日曜 0時00分 - 0時30分（土曜深夜） |
| 熊本県         | 熊本放送 (RKK)           | TBS系列 | 日曜 0時00分 - 0時30分（土曜深夜） |
| 大分県         | 大分放送 (OBS)           | TBS系列 | 日曜 0時00分 - 0時30分（土曜深夜） |
| 宮崎県         | 宮崎放送 (MRT)           | TBS系列 | 日曜 0時00分 - 0時30分（土曜深夜） |
| 鹿児島県       | 南日本放送 (MBC)         | TBS系列 | 日曜 0時00分 - 0時30分（土曜深夜） |
| 沖縄県         | 琉球放送 (RBC)           | TBS系列 | 日曜 0時00分 - 0時30分（土曜深夜） |

## スタッフ
- OPテーマ：吉田翔平
- ダンス課題曲：高藤大樹
- タイトルデザイン：天達普也
- OPCG／CG：谷本篤史
- 構成：伊藤正宏、興津豪乃、田中到、寺田智和、小泉泰成
- 企画協力：イトーサン・ドット・コム
- 制作協力：博報堂DYメディアパートナーズ、アミューズ
- フライト協力：日本航空
- TM：長谷川晃司
- TD：伊東修、藤田栄治（以前は、CAM）
- CAM：北林良一
- VE：瀬戸博之、佐藤公幸
- 照明：中川清志
- 音声：石堂遼子
- PA：井上忠紀
- 音効：小田切暁
- TK：藤井ひと美
- 編集：松本健作、磯辺宏章、岩原大介
- MA：細川尚史
- 美術P：山口智広
- デザイン：齊藤傑
- 美術制作：澁谷政史
- 装置：森田正樹、山本晃靖
- アクリル装飾：相原祐貴
- 電飾：吉田晃子
- メカシステム：庄子泰広
- 装飾：深山健太郎
- メイク：石月裕子、高梨祐子
- 技術協力：Pro Cam、エヌ・エス・ティー、東通、ティエルシー、TAMCO、赤坂ビデオセンター、SJP
- 海外コーディネート：AMUSE KOREA INC.、BUBARU KOREA、S-cut
- 編成：渡辺信也
- 宣伝：井田香帆里
- エグゼクティブプロデューサー：朝倉雅彦（博報堂DYメディアパートナーズ）、千葉伸大（アミューズ）
- マネージメントプロデューサー：西川永哲
- デスク：飯塚麻友子
- 海外交渉：横川悦子
- アシスタントプロデューサー：平出聡（途中まで）、佐藤誠子
- ディレクター：双津大地郎、今村光宏、前島隆昭、藤野大作、宮野敏一、柴田琢朗、宇都竜太、柳信也、有田直美、関谷司、佐々部龍太、廣田彰大
- プロデューサー：座間隆司、小林弘典
- チーフディレクター：斉藤崇
- 制作プロデューサー：服部英司
- チーフプロデューサー：近藤誠
- 製作著作：TBS